# Морфолид пеларгоновой кислоты
Морфоли́д пеларго́новой кислоты (МПК) C13H25NO2 — амид пеларгоновой кислоты и морфолина.
Боевое отравляющее вещество из группы ирритантов.
Встречается в природе у комаров вида Aedes aegypti в качестве феромона.

## Синтез
Соединение впервые было синтезировано в 1954 году Л. М. Райсом (Rice L.M.) из морфолина и хлорангидрида пеларгоновой кислоты:

## Физико-химические свойства
Маслянистая прозрачная жидкость с желтоватым оттенком.
Плохо растворяется в воде, растворим в полярных органических растворителях (например, в ацетоне, диметилформамиде, бензоле, спиртах) и жирах (подсолнечное, касторовое и другие масла).
Температура кипения 120—130 °C при давлении 0,5 мм рт.ст. Летучесть — 27 мг/м³ при 20 °C и 43 мг/м³ при 35 °C.
Устойчив к гидролизу, окислению и фотодеструкции.
При разложении образуется пеларгоновая кислота и морфолин.

## Физиологическое действие
В виде аэрозоля оказывает сильное раздражающее действие на глаза и органы дыхания.
Раздражение верхних дыхательных путей более выражено, чем слезоточивое действие. Симптомы проявляются в ощущении жжения полости носа и носоглотки, выделениях из носа, сильных позывах на кашель, часто — в тошноте, в сильном слезотечении и слюнотечении, потливости. В высоких концентрациях вызывает болевые ощущения на коже.
По раздражающему эффекту МПК близок к адамситу, а как слезоточивое ОВ примерно в 5 раз сильнее хлорацетофенона.
Концентрация, вызывающая физиологические проявления у 50 % людей во время испытаний, составляет при экспозиции в 1 минуту — 39 мг•мин/м³. Раздражающее действие на слизистые оболочки глаз и кожные покровы в подобных концентрациях не сопровождается органическим поражением роговицы.
Лечение обычно не требуется, симптомы проходят через 10-15 мин пребывания на свежем воздухе — быстрее, чем при отравлении адамситом или хлорацетофеноном.
По параметрам токсичности МП К относится к веществам 3 класса опасности по степени воздействия на организм (вещества умеренно опасные). Обладает значительно меньшей токсичностью по сравнению с CN и CS. Из-за низкой токсичности некоторое время даже использовался в качестве жгучей пищевой приправы.
Средняя смертельная токсическая доза ЛД50 = 21 мг/кг (кролики, внутривенно), 58 мг•мин/л (крысы), ED50 = 0,039 мг·мин/л.

## Применение
Оценка военно-химического потенциала МПК проводилась в 1958 году в США в лаборатории Эджевудского арсенала (штат Мэриленд), но результаты исследований опубликованы не были. С 1962 года известен как возможное раздражающее ОВ.
МПК длительно сохраняется на объектах окружающей среды и является самым стойким соединением среди раздражающих веществ.
Используется в лакриматорных композициях. Эффективен против людей и собак в концентрациях свыше 20-40 мг•мин/м³.
Рекомендован как перспективный раздражающий и малотоксичный компонент газового гражданского оружия самообороны. Обычно применяется в сочетании с CR или CS.